# خط طول 35° غرب
خط طول 35° غرب هو أحد خطوط الطول الجغرافية، والتي تمتد من القطب الشمالي الجغرافي إلى القطب الجنوبي الجغرافي، وحسب التحويل الزمني يتأخر خط طول 35° غرب عن خط غرينتش بساعتين و20 دقيقة.

## من القطب إلى القطب
ينطلق خط طول 35° غرب من القطب الشمالي نحو القطب الجنوبي مرورا بالمناطق التي ترد في الجدول التالي:
| الإحداثيات                         | البلد أو الإقليم أو البحر | ملاحظات |
| ---------------------------------- | ------------------------- | --- |
| 90°0′N 35°0′W / 90.000°N 35.000°W  | المحيط المتجمد الشمالي    | |
| 83°34′N 35°0′W / 83.567°N 35.000°W | جرينلاند                  | Peary Land |
| 67°11′N 35°0′W / 67.183°N 35.000°W | جرينلاند                  | Crown Prince Frederick Range |
| 66°17′N 35°0′W / 66.283°N 35.000°W | المحيط الأطلسي            | |
| 6°22′S 35°0′W / 6.367°S 35.000°W   | البرازيل                  | ريو غراندي دو نورتي — for about 16 km بارايبا — from 6°31′S 35°0′W / 6.517°S 35.000°W, the easternmost part of South America بيرنامبوكو — from 7°28′S 35°0′W / 7.467°S 35.000°W |
| 8°31′S 35°0′W / 8.517°S 35.000°W   | المحيط الأطلسي            | Passing just west of Clerke Rocks, جورجيا الجنوبية وجزر ساندويتش الجنوبية (at 55°1′S 34°43′W / 55.017°S 34.717°W)                                                               |
| 60°0′S 35°0′W / 60.000°S 35.000°W  | المحيط الجنوبي            | |
| 77°34′S 35°0′W / 77.567°S 35.000°W | القارة القطبية الجنوبية   | المطالب الإقليمية بالقارة القطبية الجنوبية by both الأرجنتين (المقاطعة الأرجنتينية بالقارة القطبية الجنوبية) and المملكة المتحدة (المقاطعة البريطانية بالقارة القطبية الجنوبية) |